# Проєкт «Вавилон»

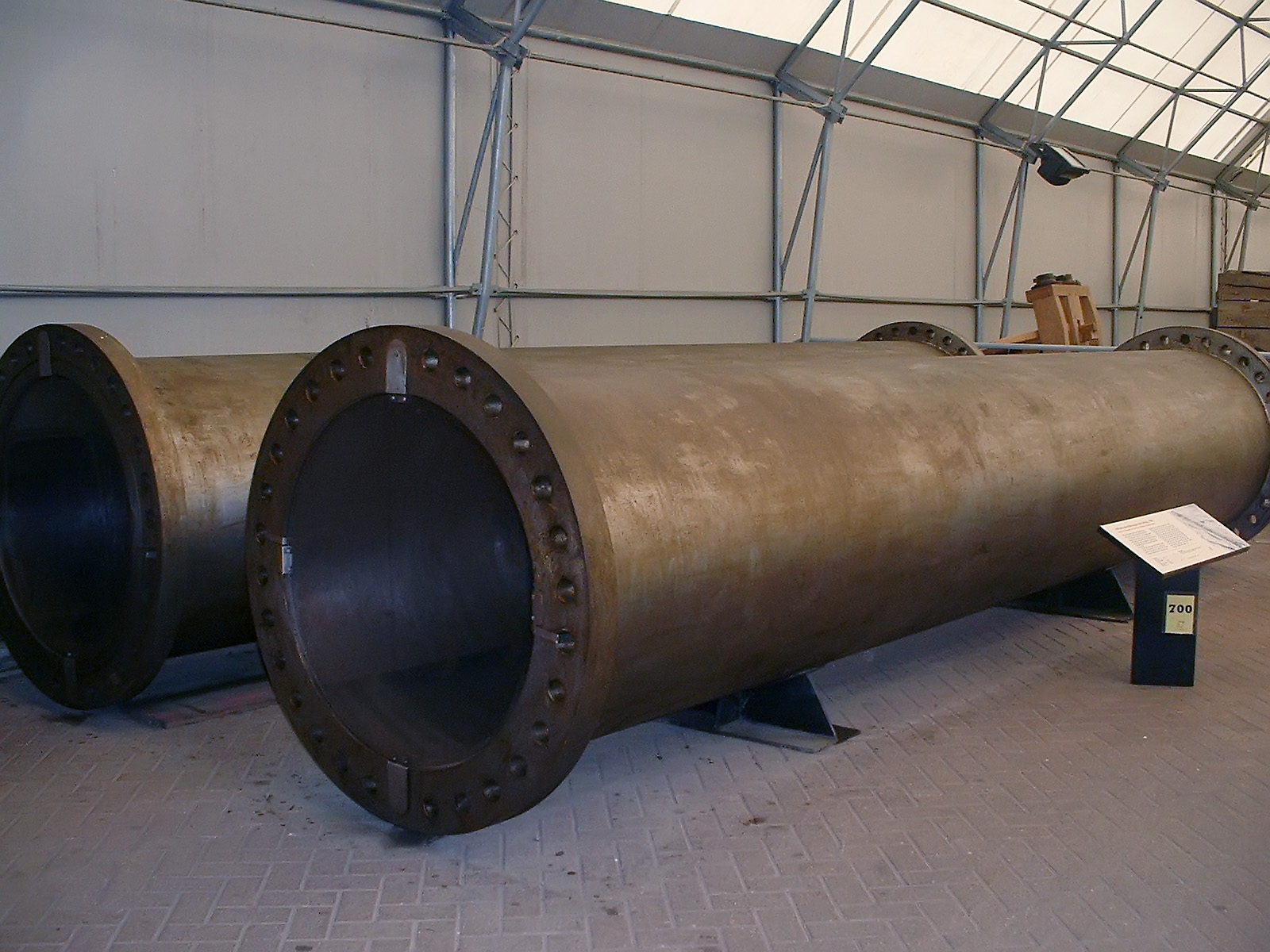
Дві секції «Великого Вавилона», форт Нельсон, Портсмут

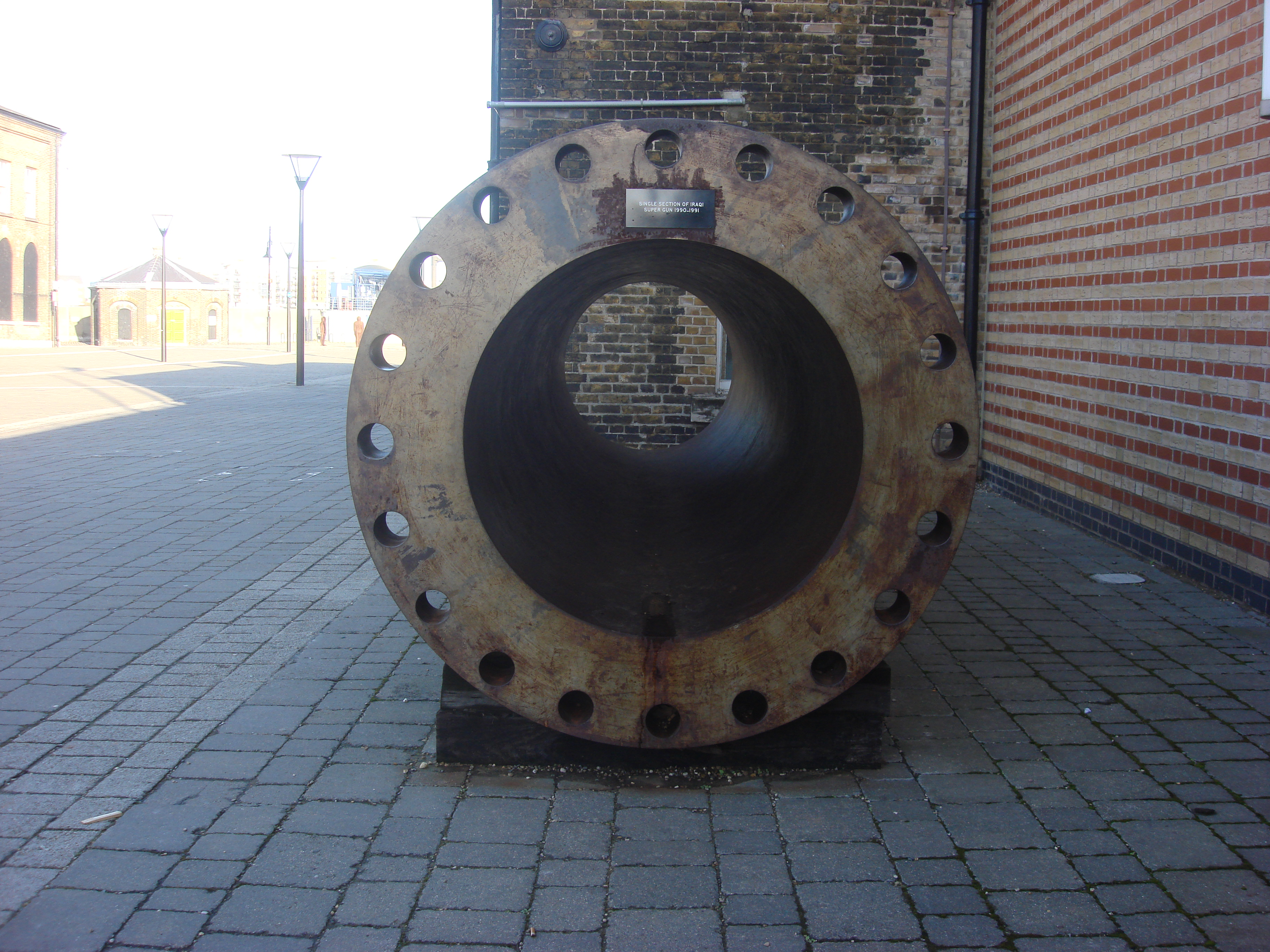
Секція «Вавилона» у Королівському артилерійському музеї, Лондон

«Вавилон» — іракський проєкт зі створення супергармати.

## Історія
В 1988 році канадський інженер-балістик Джеральд Булл прийняв пропозицію Саддама Хусейна побудувати для Іраку супергармату. Проєкт одержав назву «Вавилон» (офіційним прикриттям було будівництво нафтопереробного комплексу PC-2). Булл повинен був спроєктувати дві гармати — велику, з калібром 1000 міліметрів, і «Малий Вавилон» з калібром 350 міліметрів. Сума винагороди інженера становила 25 млн доларів. Офіційна мета «Вавилона» — виведення супутників на орбіту. За розрахунками Булла, це коштувало б всього 600 доларів за один кілограм вантажу. Неофіційна — обстріл сусідніх країн, а саме Ірану і Кувейту. Перебіжчики з Іраку стверджували, що Хусейн хоче використовувати в ній хімічні, бактеріологічні і навіть ядерні заряди. Говорили також, що він планував збивати цією гарматою ворожі супутники.
За своїми даними «Вавилон» наближався до німецького Фау-3. Довжина великої гармати становила 156 метрів. Товщина стінок ствола — 30 сантиметрів біля основи, 6,5 сантиметрів біля дула. Загальна вага — 1510 тонн. Вага вибухівки — 9 тонн. Гармата могла б вистрелювати 600-кілограмові снаряди (або 2000-кілограмові ракетні снаряди) на відстань 1000 кілометрів. Відбій від її пострілу за розрахунками був подібний до землетрусу — його можна було б реєструвати по всій земній кулі.
У 1989 році в містечку Джабал Ханраям (145 кілометрів від Багдада) був побудований «Малий Вавилон» довжиною 45 метрів. Його частини йшли з Великої Британії під фальшивими етикетками «нафтові труби для РС-2». Західні спецслужби знали це, але «Вавилон» їх не турбував. Він мав усі недоліки Фау-3 — стаціонарна гармата могла бути націлена лише в одну сторону і була легкою мішенню для авіації.
Проєкт «Вавилон» закінчився трагічно. Увечері 22 березня 1990 року Джеральд Булл відкриваючи двері у своїй брюссельській квартирі одержав 6 пострілів у спину. У його усуненні підозрюють[хто?] ізраїльську розвідку. Трохи пізніше, 2 серпня, Ірак напав на Кувейт. Після цього постачання запчастин для «Вавилона» припинилося, а після війни всі напрацювання проєкту були знищені.